# Galaxie à disque

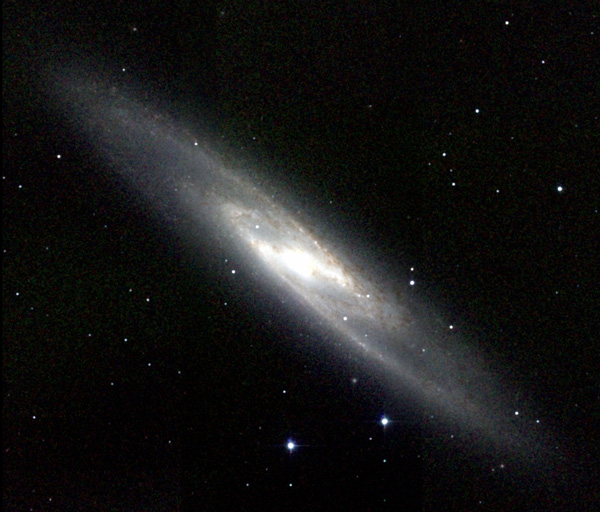
La galaxie du Sculpteur (NGC 253) est une galaxie à disque

Une galaxie à disque est une galaxie caractérisée par la présence d'un disque galactique autour d'un bulbe galactique qui en matérialise le centre et renferme généralement un trou noir supermassif. Ces galaxies sont donc de forme circulaire aplatie, autrement dit de type :
- galaxie spirale :
  - galaxie spirale régulière de type SA, c'est-à-dire « normale », non barrée,
  - galaxie spirale barrée de type SB, avec une barre traversant le bulbe et d'où partent les bras spiraux,
  - galaxie spirale intermédiaire de type SAB, entre les deux types de galaxies précédents,
- galaxie lenticulaire de type E8, S0, SA0, SB0 ou SAB0.